# Dapcha Chatraibhanjha
Dapcha Chatraibhanjha (nep. दाप्चा छत्रेबाँझ) – gaun wikas samiti w środkowej części Nepalu w strefie Bagmati w dystrykcie Kavrepalanchok. Według nepalskiego spisu powszechnego z 2001 roku liczył on 636 gospodarstw domowych i 3454 mieszkańców (1762 kobiet i 1692 mężczyzn).

## Galeria

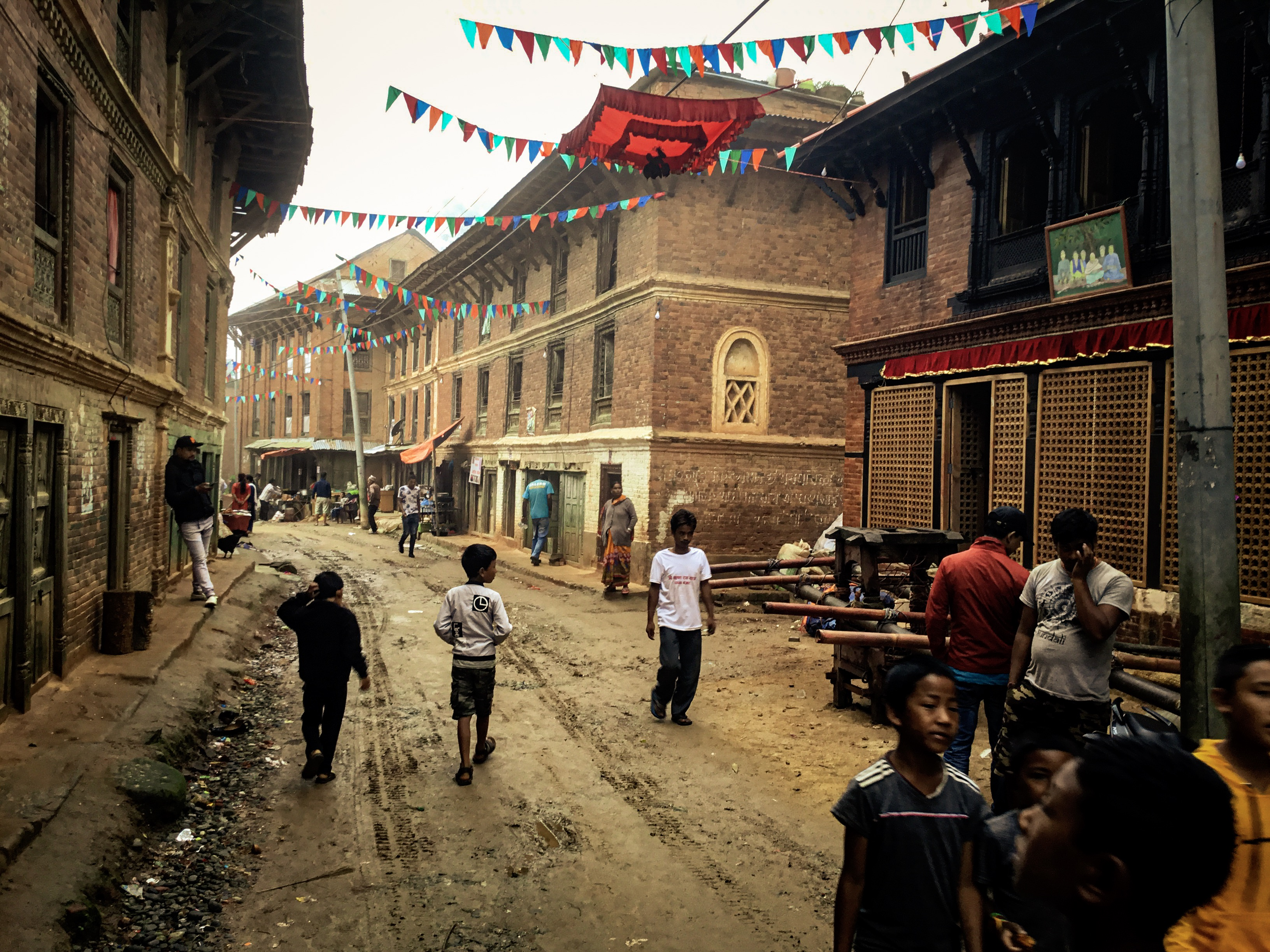
Targ w Dapcha podczas Krishnaasthami Jatra
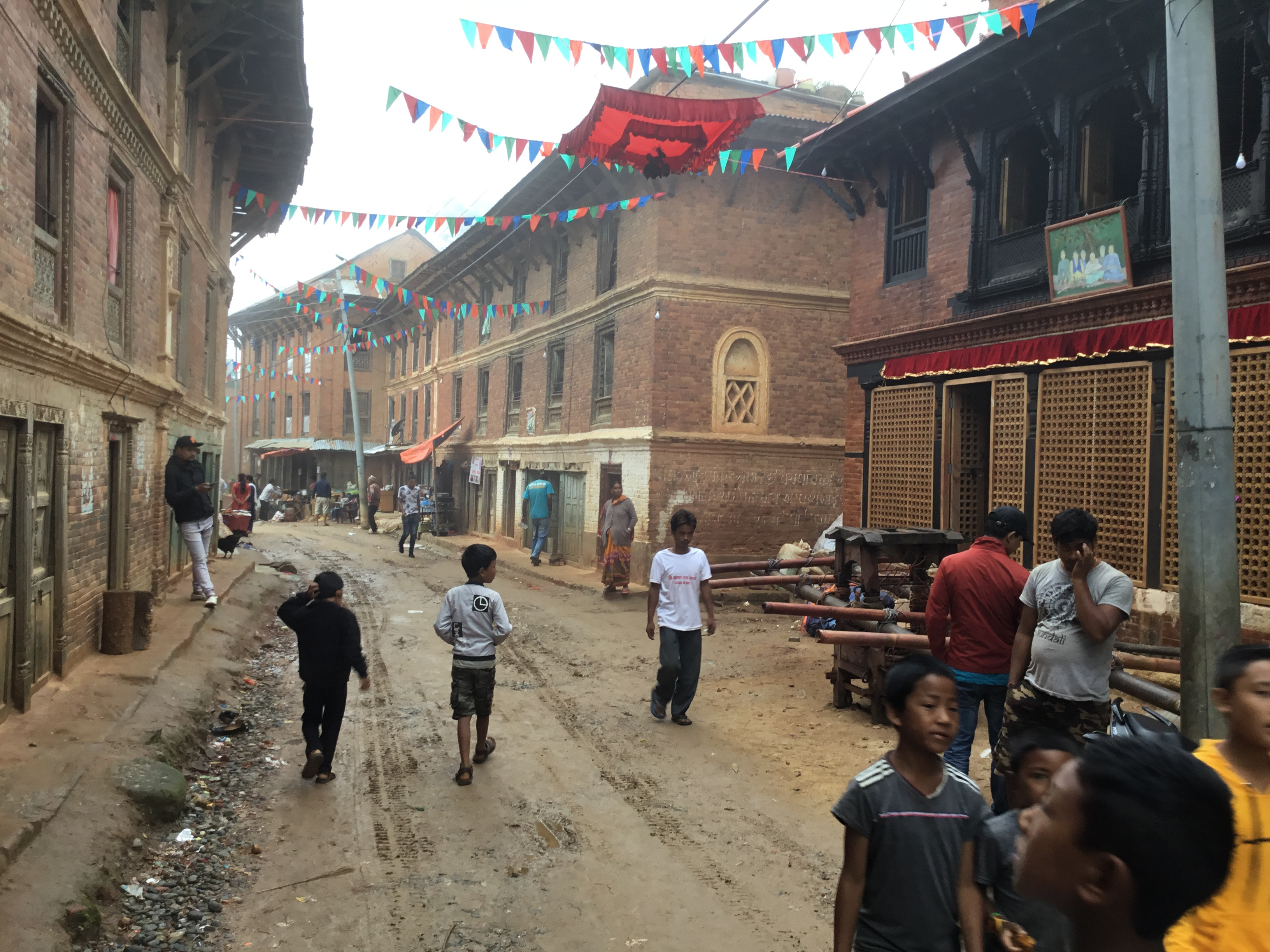
Targ w Dapcha podczas Krishnaasthami Jatra
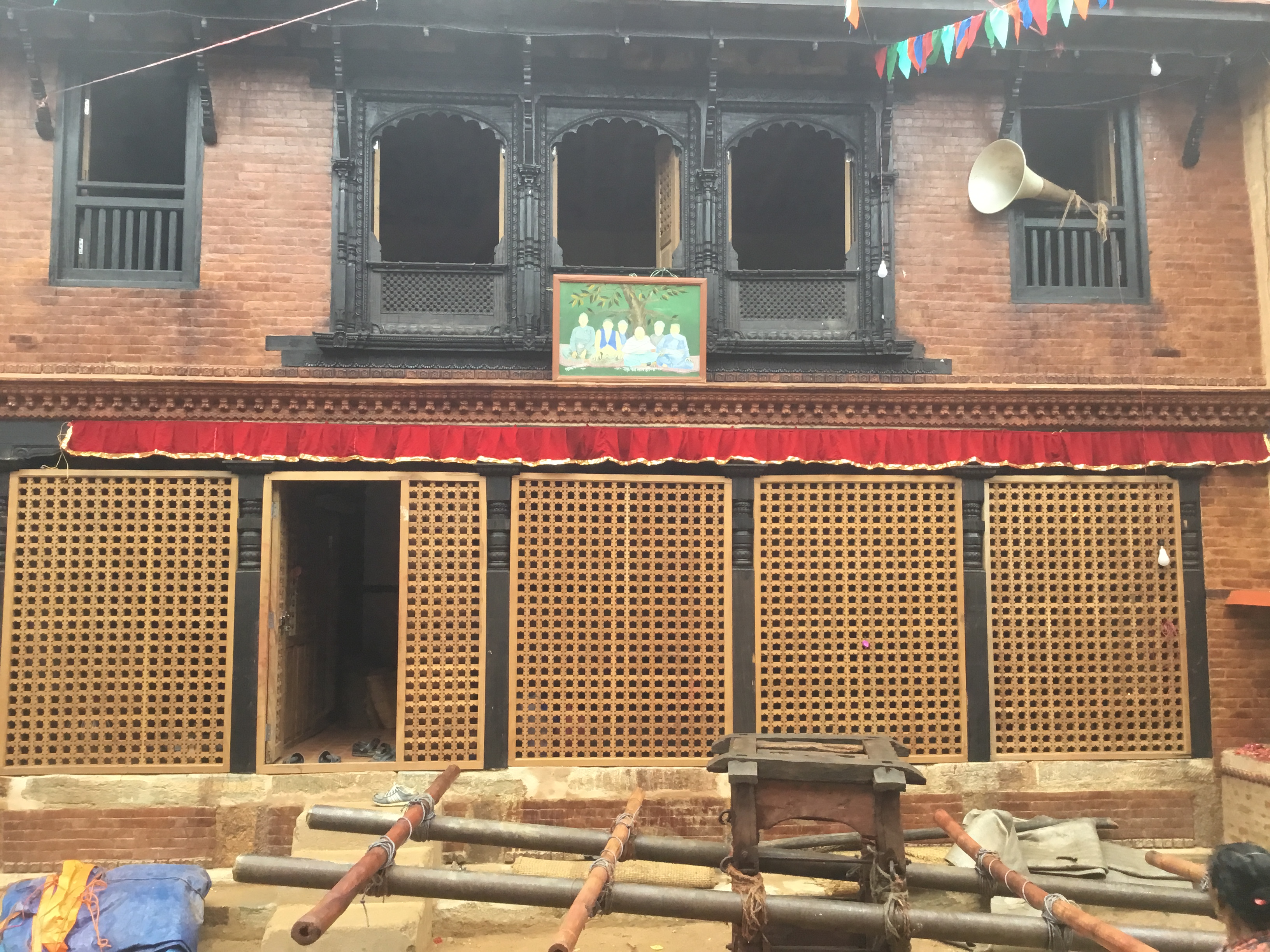
Nowo wybudowana świątynia Shree Krishna
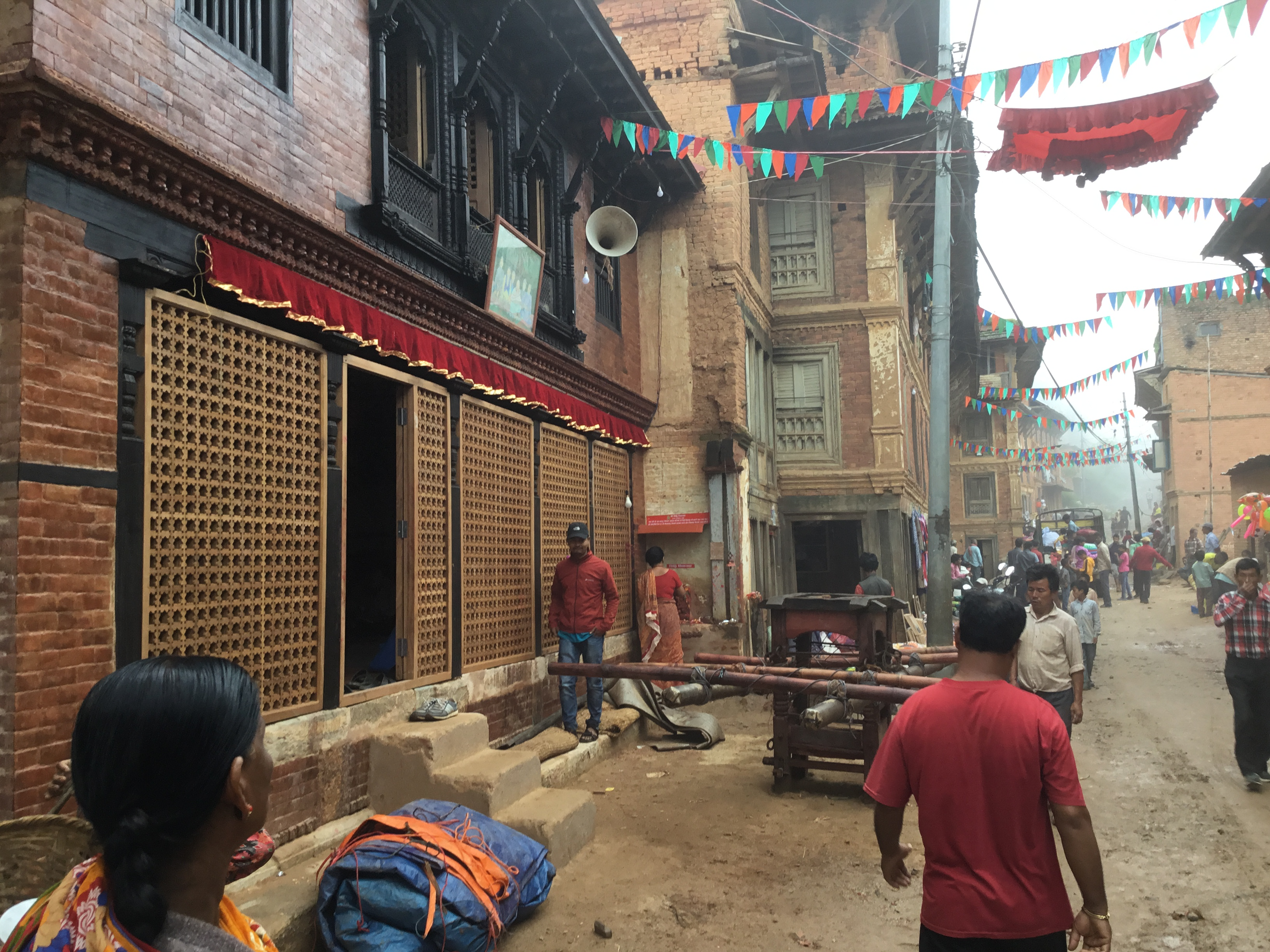
Proces tworzenia rydwanu w trakcie Shree Krishna asthami jatra
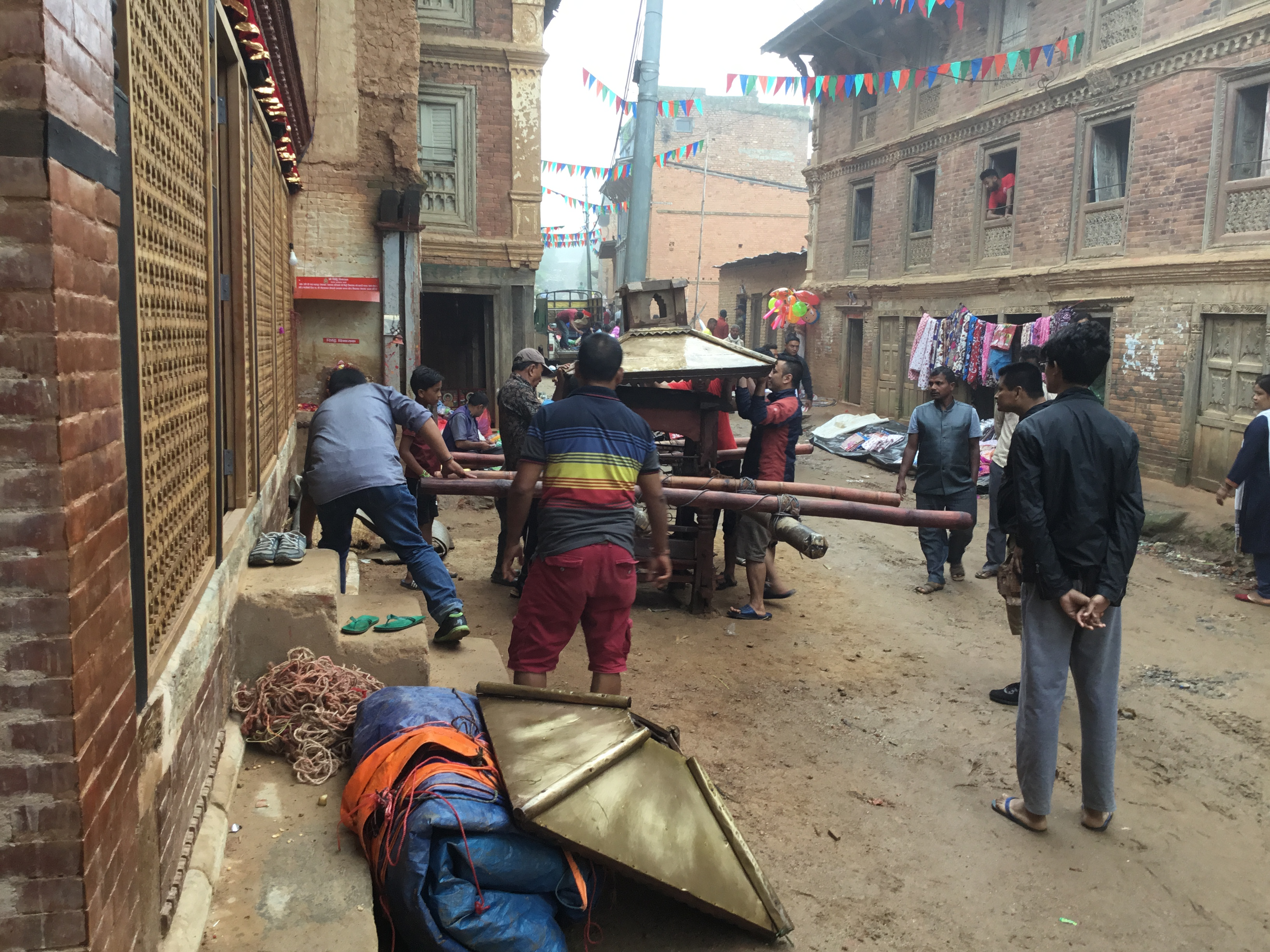
Proces tworzenia rydwanu w trakcie Shree Krishna asthami jatra
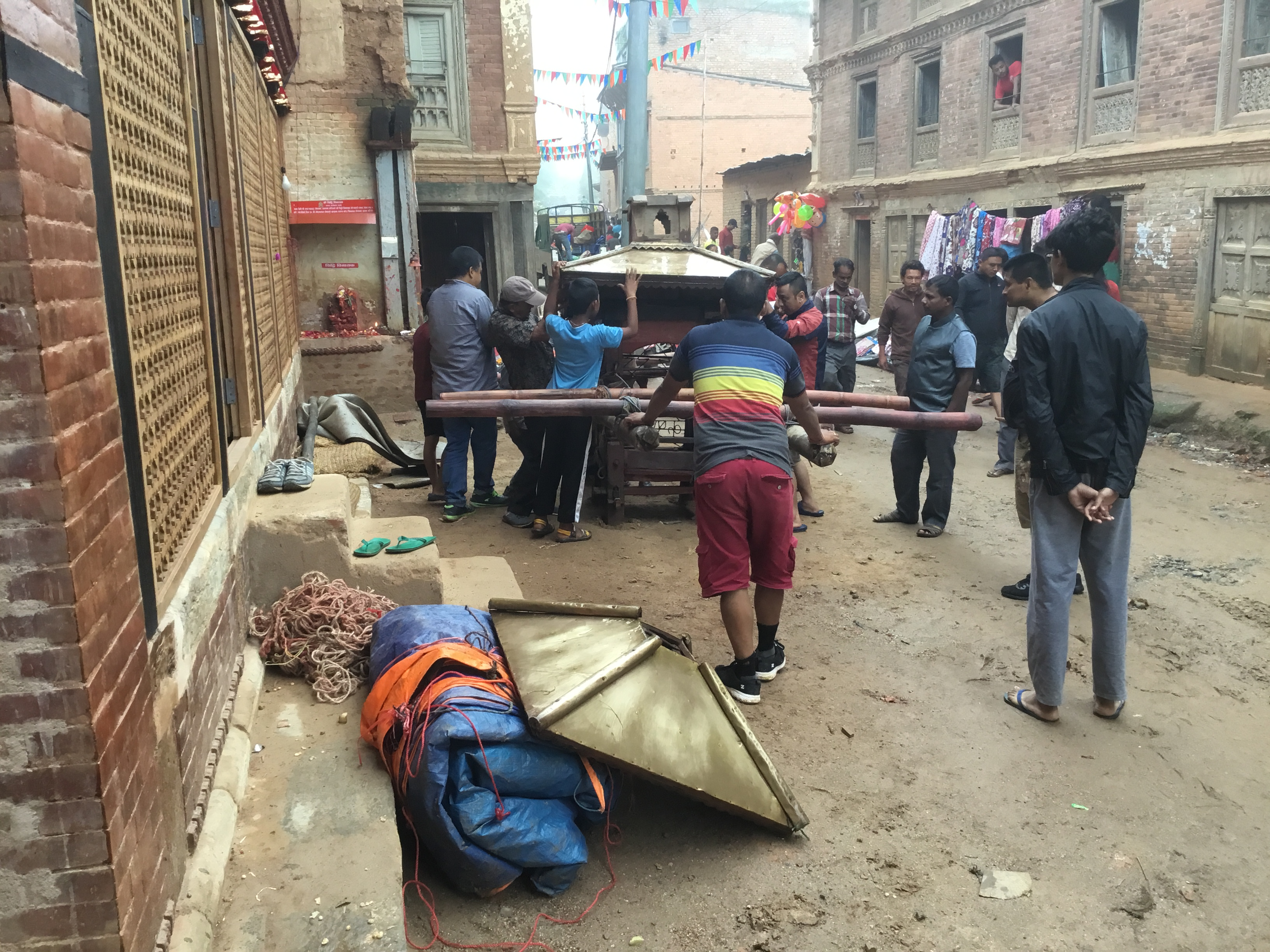
Proces tworzenia rydwanu w trakcie Shree Krishna asthami jatra